# 家和萬事驚
《家和萬事驚》（英語：A Home With A View）是一部2019年香港黑色幽默喜劇片，由邱禮濤執導，王志文任動作設計，吳鎮宇、古天樂、袁詠儀、張達明、林雪、吳肇軒、蔡頌思、鄭丹瑞、盧海鵬、雷深如、江美儀、麥長青主演。電影改編自1993年張達明親自創作的舞台劇《亞DUM一家看海的日子》，一個家人與樓宇的故事。

## 故事簡介
香港房地產價格屢創新高。為保本和增值財富，忠厚老實的一家之主盧偉文（吳鎮宇飾）挪用所有積蓄、加上行動不便的父親（張達明飾）棺材本付清首期買樓，與家庭主婦妻子（袁詠儀飾）、失業廢青兒子（吳肇軒飾)、熱衷網戀的女兒（蔡頌思飾）過著每月供樓的節儉生活。雖然單位樓齡高、鄰居（林雪飾）蠻不講理，但它有一個全家人都極之喜歡的優點——客廳唯一一扇窗能看到一點海景。家嘈屋閉過後，只要一家人站到窗前看海，情緒自然平復。
可是有天，海景竟被新建的廣告牌擋住。沒有海景，盧家有如到了世界末日，房子也因而貶值。盧家為報復廣告牌主人王小財（古天樂飾），出盡監視、跟蹤、膠水封門鎖等奇招，但王小財不為所動。盧家決定將行動升級：剷除王小財。一宗烏龍百出、極盡搞笑的逼遷逐步展開……

## 演員表
| 演員   | 角色             | 簡介                                                |
| 吳鎮宇 | 盧偉文           | 海弦閣六樓 (5/F) D座業主 工廈劏房經紀               |
| 古天樂 | 王小財           | 前廣告公司職員 天馨樓天台租客 最後被盧家殺死        |
| 袁詠儀 | 盧李淑賢         |                                                     |
| 張達明 | 爺爺             |                                                     |
| 林雪   | 豬肉佬           | 盧家樓上住戶                                        |
| 吳肇軒 | 盧奔康           |                                                     |
| 蔡頌思 | 盧如詩           |                                                     |
| 黃秋生 | 老張             | 民政局職員                                          |
| 鄭丹瑞 | 區議會代表       |                                                     |
| 孔令令 | 趙太太           |                                                     |
| 盧海鵬 | 陳大雄           | 盧家樓下住戶 煙民，患末期肝癌，憂鬱病，最後跳樓自殺 |
| 黃文慧 | 陳大雄老婆       |                                                     |
| 趙碩之 | 性感少婦         |                                                     |
| 楊偲泳 | 睇樓女           |                                                     |
| 廖淑芬 | 盧家對面住戶     |                                                     |
| 江美儀 | 捉姦女人         |                                                     |
| 麥玲玲 | 環保署職員       |                                                     |
| 林子聰 | 李生             | 工廈劏房住戶                                        |
| 安德尊 | 屋宇署代表       |                                                     |
| 李璨琛 | 工商及旅遊科代表 |                                                     |
| 苑瓊丹 | 訓導主任         |                                                     |
| 泰臣   | 廣告公司職員     |                                                     |
| 胡楓   | 天馨樓看更       |                                                     |
| 余子明 | 魚販             |                                                     |
| 陳嘉佳 | 買魚顧客         | 與李淑賢爭魚                                        |
| 楊詩敏 | 地產經紀         |                                                     |
| 鄭欣宜 | 警察             |                                                     |
| 陸永   | 按揭公司職員     |                                                     |
| C君    | 按揭公司職員     |                                                     |
| 楊玉梅 | 地產經紀         |                                                     |
| 阮文泰 |                  | 居民藝術品鑒定大會發問同學                          |
| 徐浩昌 | Jacky            | 工廈劏房住戶                                        |
| 阮小儀 | 王小財看護       |                                                     |
| 吳浣儀 | 鬧人大嬸         |                                                     |
| 王俊棠 | 睇樓夫婦         |                                                     |
| 馬蹄露 | 睇樓夫婦         |                                                     |
| 喬寶寶 | 印度人           | 只在片尾花絮出現                                    |
| 麥長青 | 的士司機         | 只在片尾花絮出現                                    |
| 劉浩龍 | 拖狗男           | 只在片尾花絮出現                                    |
| 盧宛茵 | 師奶             | 只在片尾花絮出現                                    |
| 羅家英 | 屋主             | 只在片尾花絮出現                                    |
| 雷深如 | 精神療養院護士   | 只在片尾花絮出現                                    |

## 取景
灣仔稅務大樓、北角北角政府合署對出渣華道、老龍坑新柳街（在電影中被改為澤安街）

## 奬項
| 颁奖典礼                    | 奖项               | 姓名   | 结果 |
| --------------------------- | ------------------ | ------ | ---- |
| 第3屆MOVIE6全民票選電影大獎 | 全民票選最佳男配角 | 黃秋生 | 提名 |
| 第3屆MOVIE6全民票選電影大獎 | 全民票選最佳男配角 | 林雪   | 提名 |

## 外部連結
- 香港影庫上《家和萬事驚》的資料（繁體中文）
- 互联网电影数据库（IMDb）上《家和萬事驚》的资料（英文）
- 豆瓣电影上《家和萬事驚》的資料 （简体中文）
- 时光网上《家和萬事驚》的資料（简体中文）